# Henryk Żaliński
Henryk Żaliński (Działoszyce, 9 dicembre 1938) è uno storico polacco.

## Opere
- Kształt polityczny Polski w ideologii Towarzystwa Demokratycznego Polskiego (1832-1946) (1976)
- Stracone szanse : Wielka Emigracja o powstaniu listopadowym (1982)
- Poglądy Hotelu Lambert na kształt powstania zbrojnego 1832-1846 (1990)
- Kraj, emigracja, niepodległość: studia i szkice (2006)